# Insatiable (Darren Hayes)
Insatiable è il singolo di debutto come solista di Darren Hayes, già membro dei Savage Garden, pubblicato il 10 dicembre 2001.
La canzone è stata scritta dallo stesso Darren Hayes e Walter Afanasieff.

## Il singolo
Il singolo venne pubblicato in tre diverse versioni: la limited edition, la part one e la part two, che differiscono per la lista tracce.
La limited edition era l'unica disponibile in commercio per la prima settimana, dopo la quale furono messe in commercio le altre versioni.

### Lista tracce
Limited edition
1. "Insatiable" (Album Version) – 5:10
2. "Insatiable" (Calderone Club Mix) – 9:52
3. "Insatiable" (Pablo Larosa's Funktified Mix) – 6:38
4. "Insatiable" (Specificus 'Insomniac' Mix) – 5:57
5. "Insatiable" ('dp versus Darren Hayes' Mix) – 5:47
6. "Insatiable" (Specificus 'Let It Go' Mix) - 5:07

Part one
1. "Insatiable" (Album version) – 5:10
2. "Falling At Your Feet" (Original Demo Recording) – 4:59
3. "Insatiable" (Metro Mix) – 6:19

Part two
1. "Insatiable" (Album version) – 5:10
2. "Ride" (Original Demo Recording) – 4:49
3. "Insatiable" (Calderone Radio Edit) – 6:30